# 音樂偏好心理學
音樂偏好心理學是研究人們不同音樂偏好背後的心理因素。世界上許多地方的人們每天都能聽到音樂，它以各種方式影響人們，從情緒調節到認知發展，同時提供一種自我表達的方式。音樂訓練已被證明有助於提高智力發展和能力，但尚未發現它如何影響人類調節情緒。 世界各地已經進行了大量研究顯示個人性格可以對音樂偏好產生影響，儘管最近的薈萃分析表明個性本身可以解釋音樂偏好的小差異。 這些研究不僅限於美國文化，因為它們已經在世界各國進行，並取得了重大成果，包括日本、 德國、 西班牙和巴西。

## 性格與音樂偏好

### 性格
由於結果的可變性和歷史上人格對音樂偏好的低預測能力，音樂偏好與性格之間的關係一直是研究人員爭論的長期話題。 Schäfer 和 Mehlorn（2017 年）對之前的研究進行了分析，這些研究試圖確定尋求經驗或任何五大人格特質是否能預測音樂偏好，研究結果顯示音樂流派與人格特質之間的相關係數在他們審查的 30 項研究當中，只有 6 項研究得出結果為百分之0.1有關。經驗的開放性被發現與對三種音樂風格的偏好具有最強的相關性；然而，這種相關性仍然相對較小。絕大多數相關係數幾乎為零。研究人員已經創建了各種問卷來測量不同人的五大人格特質與音樂偏好。大多數試圖找出性格與音樂偏好之間相關性的研究都通過問卷調查來衡量這兩種特徵。 其他人使用調查問卷來確定人格特質，然後要求參與者根據喜好、感知的複雜性、情感感受等等級對音樂片段進行評分。一般來說，可塑性特徵（經驗開放性和外向性）比穩定性特徵（宜人性、神經質和責任心）更能影響音樂偏好， 但每個特徵仍然值得討論。人格特質也被證明與音樂對人的情感影響顯著相關。個體性格差異有助於預測音樂的情感強度和效果。

### 五大性格特質與音樂偏好的關係

#### 經驗的開放性
在所有特徵中，對經驗的開放性已被證明對類型偏好的影響最大。一般來說，那些對體驗開放性評價很高的人比較喜歡更複雜和新穎的音樂，例如古典音樂、爵士樂和折衷主義，以及激烈與叛逆的音樂。在這項研究中，反思和複雜的流派包括古典音樂、藍調、爵士樂及民間音樂，而激烈和叛逆的流派包括搖滾、另類及重金屬音樂。 人類對經驗的開放性的一個方面是審美欣賞，這是研究人員通常如何解釋開放性和喜歡複雜音樂之間的高度正相關關係。

#### 盡責性
責任心與激烈和叛逆的音樂呈負相關，例如搖滾和重金屬音樂。雖然以前的研究發現責任心和情緒調節之間存在關聯，但這些結果不適用於跨文化 - 具體來說，研究人員在馬來西亞沒有發現這種關聯。

#### 外向性
外向性是測量人們的音樂類型偏好指標。精力充沛的外向者與對快樂、樂觀和傳統音樂的偏好以及充滿活力和節奏的音樂（如說唱、嘻哈、靈魂樂、電子音樂和舞曲）有關。此外，外向的人傾向於更多地聽音樂，並且更頻繁地在生活中出現背景音樂。
研究調查了音樂教師和音樂治療師，假設喜歡和學習音樂的人會更外向。結果顯示，音樂教師的外向性肯定高於普通大眾。音樂治療師的外向性也高於內向性，儘管他們的得分明顯低於教師。有關的差異可能是因為教師是一個更外向的職業。.

#### 親和性
和藹可親的人更喜歡樂觀和傳統的音樂。親和性也被證明與更隨和、更放鬆的音樂偏好相關。此外，親和度較高的聽眾對音樂表現出他們以前從未聽過的強烈情感反應。親和度也是從所有類型的音樂中體驗到的情緒強度的一個很好的預測指標，無論是積極的還是消極的。那些在親和度方面得分高的人往往對所有類型的音樂都有更強烈的情緒反應

#### 神經質
一個人越神經質，就越有可能聽激烈和叛逆的音樂（如另類、搖滾和重金屬） 。此外，神經質與音樂的情感使用呈正相關。那些在神經質方面得分高的人更有可能報告使用音樂進行情緒調節，並經歷更強烈的情緒影響，尤其是負面情緒。

## 個人和情境對音樂偏好的影響
事實證明，情境會影響個人對某些類型音樂的偏好。 1996 年的一項研究的參與者提供了有關在特定情況下他們更喜歡聽什麼音樂的信息，並表示這種情況在很大程度上決定了他們的音樂偏好。例如，憂鬱的情境需要悲傷和喜怒無常的音樂，而喚醒的情境需要響亮、強烈的節奏、振奮人心的音樂。

### 性別
女性比男性更有可能以更情緒化的方式對音樂做出反應。 此外，女性比男性更喜歡流行音樂。 在對音樂中誇張低音的偏好的個性和性別研究中，研究人員發現男性比女性更偏愛低音音樂。這種對低音音樂的偏好也與反社會和邊緣人格有關。

### 年齢
年齡是決定音樂偏好的重要因素。懷舊是影響音樂偏好的最重要印象。懷舊音樂對所有年齡段的人都有很大的影響。。在一項針對英格蘭青少年音樂偏好的研究中，雖然女孩認為音樂是一項有價值的活動，但男孩和女孩都同意不應在學校教授音樂。這強調了音樂品味和想法會隨著年齡的增長而改變 。加拿大一項關於青少年音樂偏好與性格之間關係的研究發現，喜歡重音樂的人自尊心較低，在家庭中更焦慮，並且容易感到被他人拒絕。喜歡重音樂的人會專注於適當的行為和發現很難平衡獨立性和依賴性。那些喜歡不拘一格的人在青春期過得更好，可以根據當時的心情和需要更靈活地使用音樂。